# 고슴도치의 우아함
《고슴도치의 우아함》는 Mona Achache가 제작한 프랑스 영화이다. (Muriel Barbery의 소설, 고슴도치의 우아함에 영감을 받아) 2008년에 제작된 영화는 2009년에 영화관에서 개봉하였다.

## 개요
'파로마'는 아주 똑똑한 11살의 어린 소녀이다. 파로마의 가족들의 세속적인 성격에 질려서 파로마는 이런 상황에서 더 이상 살고 싶지 않게 되었다. 그래서 파로마는 자신의 다음 생일날 자살하기로 결정했다.
54살 나이의 관리인인 '르네 미셸'은 퉁명스러운 외모로 파로마와 그녀의 가족이 사는 건물안에서 사회와는 격리되어 살고 있다. 파로마의 문학적인 수준으로 그녀를 고용한 매우 부르주아적인 공동거주자들에게 숨긴다. 그들은 미셸을 단지 어떠한 지식과 재능도 없는 단순한 관리인으로 여겼다.
언제는 새로운 주민, '오주' 씨가 파로마와 르네의 건물로 입주했다. '오주 씨는 배우자를 잃었으며 일본에서 온 사람이고 파로마와 르네의 일상을 바꾸게된다.

## 영화에 관하여

### 소설의 영화화
소설 '고슴도치의 우아함'의 영감을 받아 Mona Achache는 영화화와 각본의 중요한 역할을 하게 되었다. 따라서, Mona Achache은 소설의 몇 장면들을 재구성했다. 소설이나 문학 작품을 상징하는, 미셸이 부르주아적이고 병든 파로마의 세계를 관찰한 것을 적는 일기장의 모퉁이는 영상화를 상징하는 캠코더로 바뀌었다. 또한 캠코더는 글의 일부 요소들을 영화에서 없애는 것을 허용했다. 미셸의 독백은 나레이션으로 대체되었다. 또한, 금붕어의 모험은 감독의 아이디어였다.